# 한국투명성기구
한국투명성기구(Transparency International Korea)는 반부패 활동을 통하여 국민들의 의식을 개혁하고, 부정부패를 예방하기 위한 활동을 전개함으로써 사회전반의 부정부패를 없애려는 목적을 가진 비영리 비정부 기구이다. 1999년 8월 24일 ‘반부패국민연대’라는 이름으로 출범하였으며 2005년 회원조직 기반의 활동을 위하여 한국투명성기구로 명칭을 변경하였고, 국제 반부패 비정부 기구인 국제투명성기구(Transparency International)의 정식 한국본부(TI-Korea)이다.